# Nick Jensen
Nick Jensen (* 21. September 1990 in Saint Paul, Minnesota) ist ein US-amerikanischer Eishockeyspieler, der seit Juli 2024 bei den Ottawa Senators in der National Hockey League (NHL) unter Vertrag steht. Zuvor war der Verteidiger in der NHL bereits für die Detroit Red Wings und die Washington Capitals aktiv.

## Karriere
Jensen verbrachte seine Juniorenzeit zwischen 2008 und 2010 in der United States Hockey League bei den Green Bay Gamblers. Mit diesen gewann er am Ende seiner Rookiesaison den Clark Cup. Darüber hinaus wurde er in der Sommerpause im NHL Entry Draft 2009 in der fünften Runde als 150. Spieler insgesamt von den Detroit Red Wings aus der National Hockey League ausgewählt. Nach seinem zweiten Jahr in der USHL wechselte der 19-Jährige allerdings noch nicht in den Profibereich, sondern schrieb sich an der St. Cloud State University ein. Neben seinem Studium war er die folgenden drei Jahre bis zum Frühjahr 2013 für die Eishockeymannschaft der Universität in der Western Collegiate Hockey Association, einer Division im Spielbetrieb der National Collegiate Athletic Association, aktiv. Während dieser Zeit schaffte es der Verteidiger in zahlreiche Auswahlteams berufen und zudem einmal zum Defensivspieler des Jahres in der WCHA ernannt zu werden.

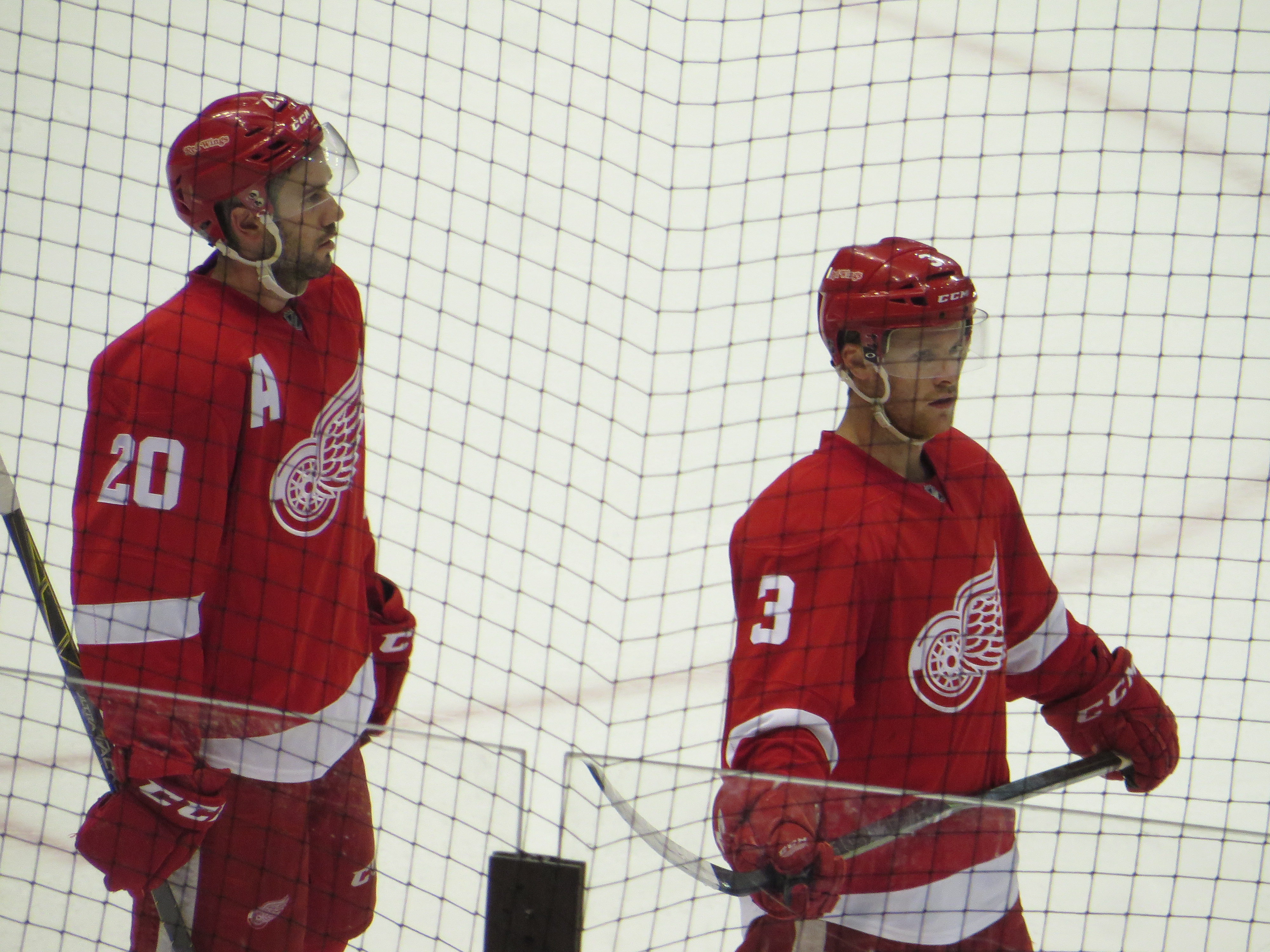
Drew Miller (li.) und Nick Jensen

Im Mai 2013 unterzeichnete Jensen einen Profivertrag über zwei Jahre bei den Red Wings und beendete damit sein Studium vorzeitig. Aufgrund eines Bruchs des Labrum glenoidale in der Vorbereitung auf die Saison 2013/14 verzögerte sich sein Profidebüt bis zum Dezember 2013, das er für die Toledo Walleye in der ECHL gab. Nachdem er dort drei Spiele auf Einsatztauglichkeit getestet worden war, verbrachte der Abwehrspieler den Rest der Spielzeit bei Detroits Farmteam, den Grand Rapids Griffins, in der American Hockey League. Zu deren Kader gehörte der US-Amerikaner auch die folgenden zweieinhalb Spielzeiten, nachdem sein Vertrag im Sommer 2015 um zwei Jahre verlängert worden war. Mitte Dezember 2016 wurde er – zum zweiten Mal nach Januar 2016, als er ohne Einsatz blieb – in den NHL-Kader der Red Wings beordert und debütierte für das Original-Six-Franchise. In den folgenden Wochen etablierte er sich im Aufgebot und unterzeichnete im Februar 2017 prompt einen neuen Zweijahresvertrag in Detroit. Letztlich blieb der Abwehrspieler bis zum Februar 2019 ein fester Bestandteil des Detroiter Kaders, ehe er gemeinsam mit einem Fünftrunden-Wahlrecht im NHL Entry Draft 2020 zum amtierenden Stanley-Cup-Sieger Washington Capitals transferiert wurde. Diese gaben im Gegenzug Madison Bowey und ein Zweitrunden-Wahlrecht im NHL Entry Draft 2019 als Kompensation an die Red Wings ab. Darüber hinaus unterzeichnete Jensen im gleichen Atemzug einen neuen Vierjahresvertrag in Washington, der ihm mit Beginn der Saison 2019/20 ein durchschnittliches Jahresgehalt von 2,5 Millionen US-Dollar einbringen soll.
Nach über fünf Jahren in Washington wurde Jensen im Juli 2024 samt einem Drittrunden-Wahlrecht im NHL Entry Draft 2026 an die Ottawa Senators abgegeben, während diese Jakob Chychrun zu den Capitals transferierten.

### International
Bei der Weltmeisterschaft 2018 nahm Jensen erstmals an einem internationalen Turnier teil und gewann dort mit der Nationalmannschaft der USA die Bronzemedaille.

## Erfolge und Auszeichnungen
| - 2010 USHL All-Star Game - 2010 Clark-Cup-Gewinn mit den Green Bay Gamblers - 2012 WCHA All-Academic Team - 2012 WCHA Third All-Star Team | - 2013 WCHA All-Academic Team - 2013 WCHA Defensive Player of the Year - 2013 WCHA First All-Star Team - 2013 NCAA West First All-American Team |

### International
- 2018 Bronzemedaille bei der Weltmeisterschaft

## Karrierestatistik
Stand: Ende der Saison 2024/25

### International
Vertrat die USA bei:
- Weltmeisterschaft 2018

(Legende zur Spielerstatistik: Sp oder GP = absolvierte Spiele; T oder G = erzielte Tore; V oder A = erzielte Assists; Pkt oder Pts = erzielte Scorerpunkte; SM oder PIM = erhaltene Strafminuten; +/− = Plus/Minus-Bilanz; PP = erzielte Überzahltore; SH = erzielte Unterzahltore; GW = erzielte Siegtore; 1 Play-downs/Relegation; Kursiv: Statistik nicht vollständig)

## Familie
Jensen kommt aus einer eishockeybegeisterten Familie. Während sein Vater Jeff im NHL Amateur Draft 1978 in der zehnten Runde an 178. Stelle von den Colorado Rockies ausgewählt wurde, allerdings nach Abschluss des Colleges nicht im Profibereich spielte, bestritt sein Onkel Steve Jensen 450 Spiele für die Minnesota North Stars und Los Angeles Kings in der National Hockey League. Darüber hinaus vertrat er die US-Nationalmannschaft zwischen 1975 und 1979 bei vier Weltmeisterschaften, dem Canada Cup 1976 und den Olympischen Winterspielen 1976 im österreichischen Innsbruck.
Ebenfalls sind sechs Cousins Jensens mit dem Eishockey verbunden. Drei davon blicken ebenfalls auf erfolgreiche Karrieren zurück. Paul Jensen nahm ebenfalls an den Olympischen Winterspielen 1976 teil. Dessen Bruder David Jensen nahm an denselben Winterspielen teil und lief in 18 Spielen für die Minnesota North Stars in der NHL auf. Joe Jensen – gleichzeitig Sohn von Paul – bestritt sechs NHL-Spiele für die Carolina Hurricanes.